# Сербулов Володимир Федорович
Володимир Федорович Сербулов (нар. 25 квітня 1921 — пом. 9 жовтня 1993) — радянський військовик часів Другої світової війни, командир стрілецької роти 431-го стрілецького полку 52-ї стрілецької дивізії (57-а армія, 3-й Український фронт), старший лейтенант. Герой Радянського Союзу (1944).

## Біографія
Народився 25 квітня 1921 року в селі Бобринець (нині місто, районний центр Кіровоградської області) в селянській родині. Українець. Закінчив 10 класів. Працював у промисловій артілі «Штампгодинник» в місті Ворошиловграді.
До лав РСЧА призваний у 1940 році. В листопаді 1941 року закінчив Орловське військове піхотне училище. Проходив службу в тилових підрозділах.
На фронті німецько-радянської війни з листопада 1943 року. Воював на 2-у і 3-у Українських фронтах. Брав участь у звільненні східних та південних областей України.
Особливо відзначився під час форсування Дністра. 13 квітня 1944 року рота старшого лейтенанта В. Ф. Сербулова під вогнем супротивника без втрат переправилась на західний беріг річки Дністер в районі села Бичок Григоріопольського району Молдови, вибила ворога з його позицій і з'єдналась з 4-ю ротою, яка билась у оточенні. Перейняв на себе командування об'єднаними ротами й організував оборону, відбивши 6 контратак супротивника. У критичний момент бою викликав на себе артилерійський і мінометний вогонь, внаслідок чого було відбито чергову контратаку. Був поранений, але не полишив поле бою до підходу основних сил полку. Згодом призначений заступником командира батальйону свого ж полку.
У серпні — вересні 1945 року брав участь у боях з японськими мілітаристами, обіймаючи посаду командира 127-ї окремої розвідувальної роти 52-ї стрілецької дивізії.
По закінченні війни продовжив військову службу. У 1947 році майор Сербулов В. Ф. вийшов у запас. Працював у Казахстані. У 1950 році закінчив Вищу партійну школу при ЦК КП Казахстана.
З 1955 року й до самої смерті жив у місті Луганську, де й похований.

## Нагороди
Указом Президії Верховної Ради СРСР від 13 вересня 1944 року за зразкове виконання бойових завдань командування на фронті боротьби з німецькими загарбниками та виявлені при цьому відвагу і героїзм, старшому лейтенантові Сербулову Володимиру Федоровичу присвоєне звання Героя Радянського Союзу з врученням ордена Леніна і медалі «Золота Зірка» (№ 3423).
Також був нагороджений орденами Олександра Невського (29.05.1945), Вітчизняної війни 1-го (06.04.1985) і 2-го (30.04.1944) ступенів, Червоної Зірки (14.09.1945) та медалями.